# Chloropteryx dalica
Chloropteryx dalica är en fjärilsart som beskrevs av Paul Dognin 1898. Chloropteryx dalica ingår i släktet Chloropteryx och familjen mätare. Inga underarter finns listade i Catalogue of Life.